# Atal Bihari Vajpayee
Atal Bihari Vajpayee, em devanagari अटल िबहारी वाजपेयी (Gwalior, 25 de Dezembro de 1924 – 16 de agosto de 2018), foi um político indiano, tendo sido o Primeiro-ministro de seu país entre três mandatos como 10º Primeiro Ministro da Índia, primeiro por um período de 13 dias em 1996, depois por um período de 13 meses de 1998 a 1999, seguido por um mandato completo de 13 de outubro de 1999 a 22 de maio de 2004. Vajpayee foi um dos fundadores e líder do partido de direita Bharatiya Janata. Foi também o primeiro primeiro-ministro indiano não filiado ao Partido do Congresso.
Parlamentar por mais de quatro décadas, Vajpayee foi eleito nove vezes para a Lok Sabha (a câmara baixa do Parlamento da Índia) e duas vezes para a Rajya Sabha (a câmara alta). No parlamento, representou a região de Lucknow, em Uttar Pradesh. Em 2009, Vajpayee retirou-se da vida pública por motivos de saúde.
Atal Bihari Vajpayee morreu em agosto de 2018, após uma longa doença.